# Santo vs. la hija de Frankenstein
Santo contra la hija de Frankenstein es una película de terror, acción y ciencia ficción mexicana de 1971, dirigida por Miguel M. Delgado y protagonizada por El Santo, Gina Romand, Anel y Sonia Fuentes.Esta película fue estrenada el 10 de agosto de 1972.

## Argumento
El héroe de la lucha libre mexicana, El Santo, deberá enfrentarse a la hija del Dr. Frankestein, una científica que necesita su sangre para su suero de la juventud, y utiliza al viejo monstruo creado por su padre para ayudarla a conseguirlo.

## Reparto
- Santo como Santo (El Enmascarado de Plata)
- Gina Romand como Dr. Freda Frankenstein
- Anel Noreña como Norma
- Roberto Cañedo como Dr. Yanco
- Carlos Agostí como Don Elías
- Sonia Fuentes como Elsa
- Carlos Suárez como Tuerto
- Gerardo Zepeda como Ursus / Truxon
- Carlos Bravo y Fernández como Carcelero
- Goliat Ayala como Luchador
- Ismael Ramirez como Luchador
- Enrique Llanes como Narrador
- Jorge Casanova como Escorpio (no acreditado)
- José Chávez Abundiz como Motorista y fan de Santo (no acreditado)
- Vicente Lara como Anciano barbudo (no acreditado)